# Oelsnitz (Adelsgeschlecht)

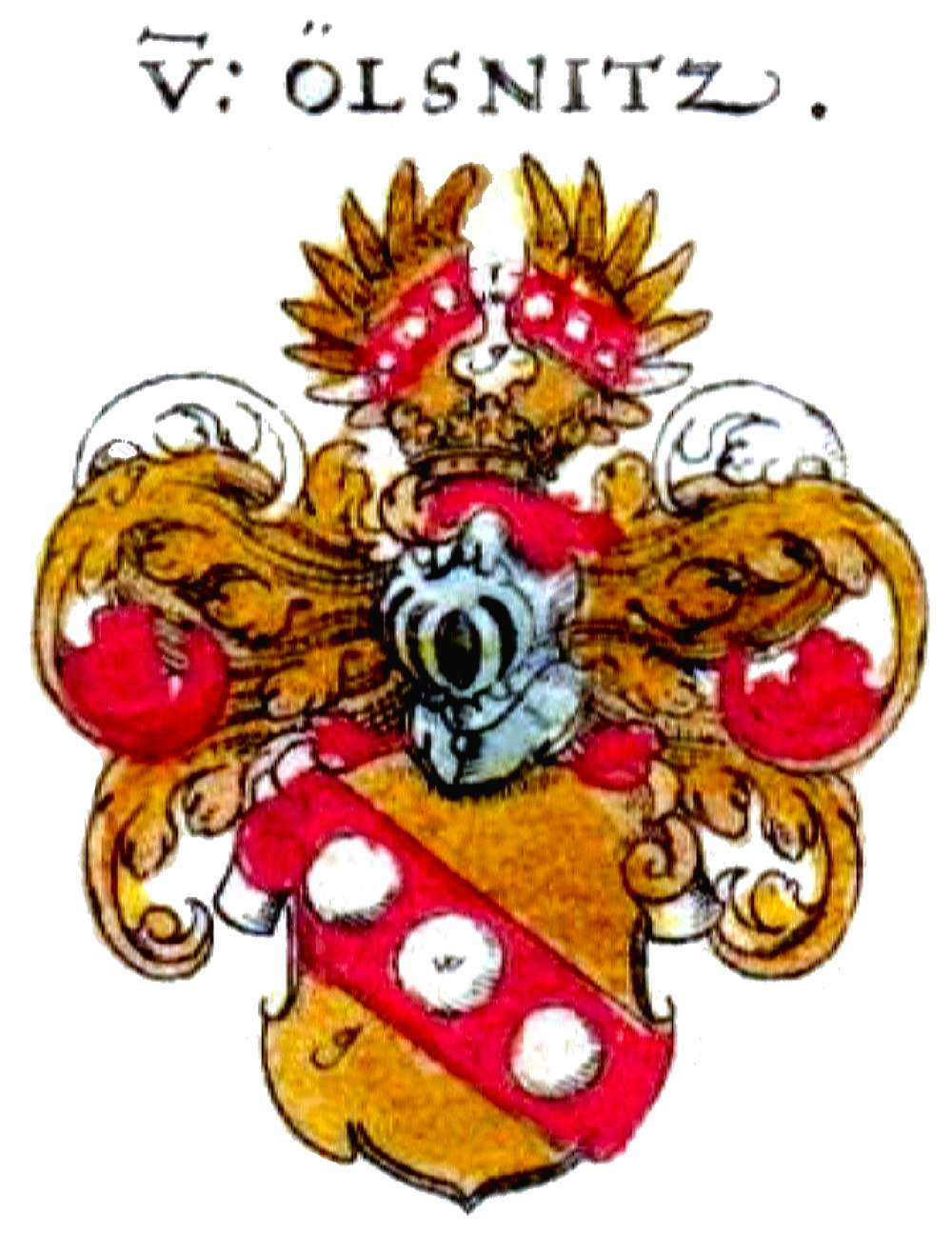
Wappen derer von der Oelsnitz in Johann Siebmachers Wappenbuch von 1605

Die Familie von der Oelsnitz war ursprünglich vermutlich ein böhmisch-meißnisches Uradelsgeschlecht. Die Schreibweisen variieren im Lauf der Zeit (Elsniz, Olsnic, Olsniz, Olsniczt, Olsnitz, Ölsnitz, Oelsnitz).

## Namensherkunft
Lange Zeit wurde davon ausgegangen, dass der Name Oelsnitz ursprünglich ein sehr alter Flur- oder Gewässername sei. Vermutet wurde, dass er sich – wie etwa bei Oelsa – vom altsorbischen olešnica, „Siedlung bzw. Bach am Erlenwald“, ableitet (olša = „Erle“, vgl. obersorb. wólša). Neuere Forschungen gehen davon aus, dass die Ableitung über den Geschlechternamen wahrscheinlicher ist. Dem folgend würde ein Rembertus de Olsnitz (urk. 1212/1219), ein Abkömmling der Familie Elsniz/Olsnitz aus der Steiermark Namensgeber sein.

## Geschichte
Der vermutlich älteste urkundliche Nachweis als Ortsbezeichnung findet sich in einer Urkunde aus dem Jahr 1200, als sich König Philipp und Bischof Otto von Freising in Oelsnitz (Vogtland?) trafen.
Die Familie wird erstmals in dieser Region 1212 und 1219 mit Rembertus de Olsnitz als Zeuge in einer markgräflichen Urkunde zum Kloster Zwickau genannt. Zwischen 1248 und 1288 wird ein Ulricus miles dictus Olsniz und ab 1283 Apecz de O. genannt. Diese Nennungen finden in Zusammenhang mit Stollberg, Kloster Grünhain und Personen aus dem Raum des Erzgebirges statt. Das lässt vermuten, dass die Familie ihren Ursprung eher im erzgebirgischen als im vogtländischen Oelsnitz hatte. Davon ging auch der als Pirnscher Mönch bekannte Chronist aus. Die Sesshaftigkeit des Rittergeschlechts in Oelsnitz/Erzgeb. ist jedoch nur in der Zeit zwischen 1495 und 1592 nachweisbar. Die Stammreihe beginnt mit Reymbrecht von der Olszenicz († vor 1500), Vater des Sittich von der Oelsnitz († 1532), Herr auf Gelenau bei Zwönitz.
Weitere historische Bezüge:
- Burg Rathen 1425 bis 1468, Friedrich von Oelsnitz, Vogt auf dem Königstein und Lehnsmann des 1423 zum Kurfürsten aufgestiegenen Friedrich I. von Sachsen, eroberte 1426 in dessen Auftrag die Burg
- Friedrich von der Oelsnitz (um 1485/1490–1553) war Obermarschall und Rat der Hochmeister des Deutschen Ordens Friedrich von Sachsen und Albrecht von Preußen[5]
- Rittergut Schönfeld (Annaberg) bis 1553
- Rittergut Irfersgrün um 1575
- Rittergut Kriegsdorf im 16. Jahrhundert
- Gut Kleinschweidnitz 1672 bis 1694

Von 1424 bis 1497 (1536?) soll auch die noch heute als Edelhof bekannte Wasserburg Alberoda im Besitz der Familie gewesen sein.
Eine im Sächsischen Staatsarchiv Dresden aufbewahrte Darstellung „Oelsnitz um 1500“ zeigt rechts von der Kirche eine Ringwallanlage, die offenbar eine kleine Wasserburg oder Turmhügelburg war. Die Anlage ist auf dem Riß, der als Folge eines Rechtsstreites der Gutsbesitzer mit dem Abt des Klosters Grünhain angefertigt wurde, als „Deß Forbergs Baustad“ betitelt.
Heute finden sich von der Anlage oberirdisch keine Reste mehr. Sie wurde offenbar eingeebnet. Es könnte sich um den Sitz derer von der Oelsnitz gehandelt haben. In Gelenau existierte auch eine solch kleine Wasserburg.
Die von der Oelsnitz waren als Ritter des Deutschen Ordens und Lehnsherren auch im böhmischen Komotau, sowie als Besitzer der böhmischen Burgen Lemberk (im Lausitzer Gebirge) und  Návarov (im Isergebirge) anzutreffen. Auf der Felsenburg Neurathen sollen sie als Raubritter tätig gewesen sein. Im Deutschen Orden kamen sie zu hohen Ämtern und Würden und besaßen als Großgrundbesitzer Eylau (im heutigen Polen).

## Wappen

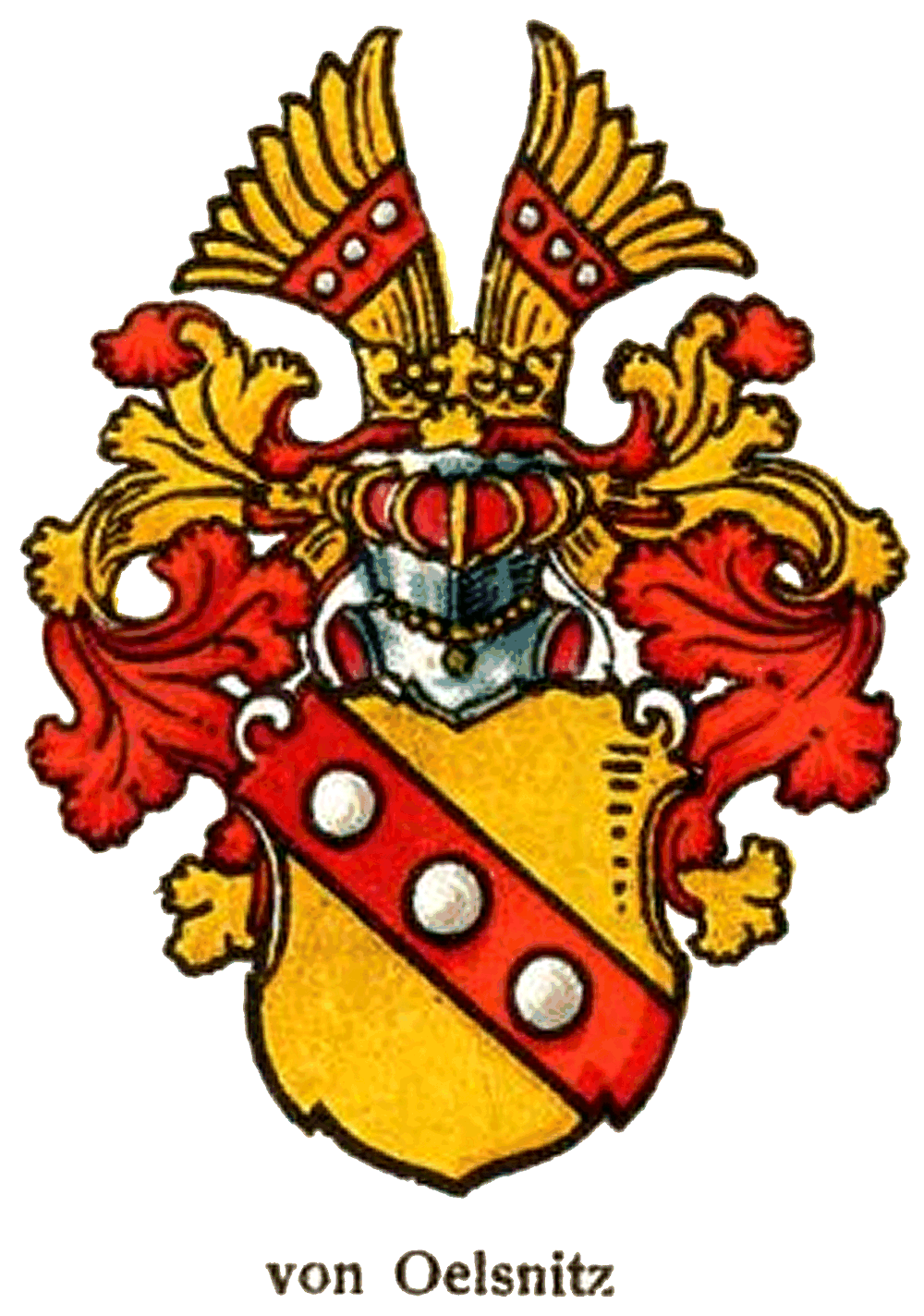

Das Wappen zeigt in Gold einen mit drei silbernen Kugeln belegten roten Schrägrechtsbalken. Auf dem Helm mit rot–goldenen Helmdecken ein offener, wie der Schild bezeichneter Flug.